# Комета Когоутека
Комета Когоутека (C/1973 E1, 1973 XII, 1973f)  — це комета, яка пройшла поблизу Сонця наприкінці 1973 року. Ранні прогнози щодо максимальної яскравості комети свідчили про те, що вона мала потенціал стати однією з найяскравіших комет 20-го століття, привернувши увагу широкої громадськості та преси та отримавши комету назву «Комета століття». Незважаючи на те, що комета Когоутека стала досить яскравою, вона зрештою виявилася набагато тьмянішою за оптимістичні прогнози: її видима зоряна величина досягла максимуму лише –3 (на відміну від прогнозів приблизно –10 зоряної величини), і її було видно лише протягом короткого періоду.
Комета була відкрита і названа на честь Любоша Когоутека в Гамбурзькій обсерваторії 18 березня 1973 року; Когоутек шукав комету Біли і випадково виявив нову комету, переглядаючи фотопластинки для іншого об'єкта. Комета була виявлена далі від Сонця, ніж будь-яка попередня комета. Традиційні методи прогнозували високу яскравість комети Когоутека наприкінці 1973 та початку 1974 років, що викликало великий інтерес як у наукових колах, так і в широкій громадськості. Комета Когутека досягла перигелію 28 грудня 1973 року. Хоча тоді комета була найяскравішою, її могли спостерігати лише наукові прилади та астронавти на станції Скайлеб. Для більшості наземних спостерігачів комета досягла нульової зоряної величини лише тоді, коли вона відходила від Сонця в січні 1974 року. Пізніше того ж місяця вона швидко перестала бути видимою неозброєним оком і востаннє спостерігалося в листопаді 1974 рік. Завдяки інтенсивній рекламі, комета Когоутека стала синонімом вражаючого розчарування.
Через раннє виявлення та унікальні характеристики численні наукові ресурси були присвячені спостереженню за коетою Когоутека під час його обходу внутрішньої частини Сонячної системи в 1973–74 роках, що зробило її найбільш вивченою кометою на той час; отримані в результаті відкриття значно покращили розуміння комет. Ідентифікація більших і складніших молекул, що виходять з Когоутека, поряд із спорідненими, але простішими хімічними сполуками, підтвердила гіпотезу про те, що комети складаються з більших молекул, які дисоціюють на простіші. Значна присутність газів і плазми, викинутої з комети Когоутека, підтвердила давню гіпотезу « брудної сніжки» щодо складу ядер комети. Виявлення води, метилціаніду, ціаніду водню та кремнію в кометі Когоутека було першим випадком, коли такі хімічні речовини спостерігалися на кометі. Ці спостереження поставили під сумнів давні припущення щодо кривої блиску подібних комет, що входять у внутрішню частину Сонячної системи.
Дуже ексцентрична орбіта комети Когоутека перед її перигелієм 1973 роком дає підстави припускати, що вона могла утворитися на початку формування Сонячної системи або походити з іншої планетарної системи. Ймовірно, що її орбітальний період спочатку складав кілька мільйонів років, або її поява в 1973 році могла її першою появою у внутрішній частині Сонячної системи . Її ядро має середній радіус 2.1 км.

## Відкриття

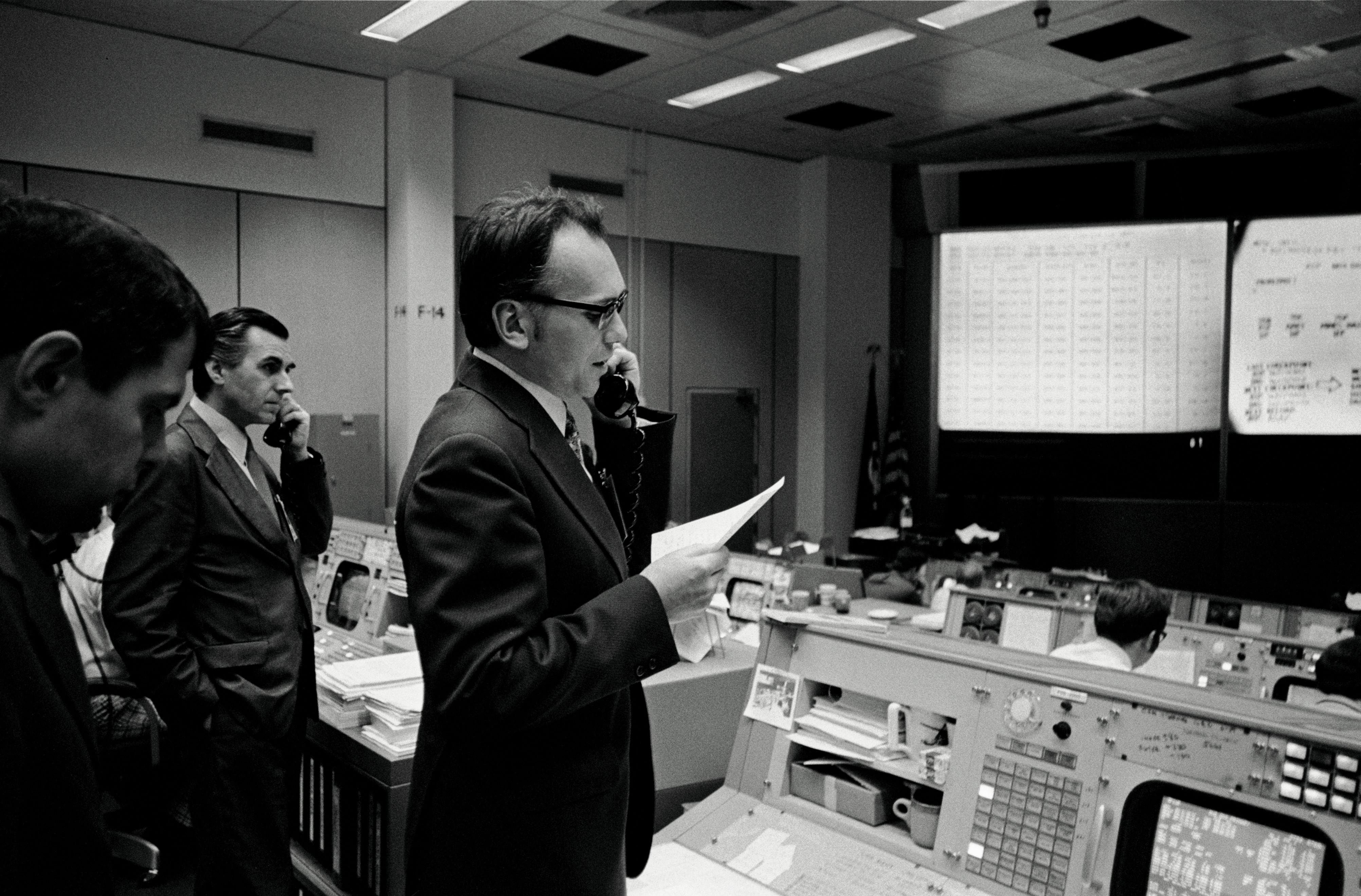
Любош Когоутек — першовідкривач комети Когоутека — у центрі управління місією Космічного центру Джонсона розмовляє з астронавтами місії Скайлеб 4 під час проходження комети в січні 1974 рік

Комета була відкрита 18 березня 1973 року чеським астрономом Любошем Ког оутеком після перегляду двічі експонованих фотопластинок, зроблених у Гамбурзькій обсерваторії в Бергедорфі 7 і 9 березня. Об'єкт бв явно видими і злегка зміщеним на північний захід на останній пластині, що підтверджувало, що він рухався на тлі зірок, а не був тимчасовою чи помилковою рисою. Після відкриття комета мала видиму величину між 15,5 і 16 і лежала в сузір'ї Гідри ; Когоутек описав комету як спочатку «дифузну з центральною конденсацією». Комета була розташована поблизу орбіти Юпітера приблизно в момент відкриття, 4.7 а.о. від Сонця і 4 а.о. від Землі. У результаті комета рухалася дуже повільно на північний захід зі швидкістю приблизно 0,2° на добу. Виходячи з подальших розрахунків орбіти, відкриття комети відбулося приблизно за сім місяців до перигелію. Відкриття комети на таких великих відстанях і тривалий час перед перигелієм було безпрецедентним; У той час комети рідко виявляли на таких великих відстанях від Сонця, оскільки більшість з них були надто тьмяними, щоб їх було виявлено. Когоутек передав свої висновки до Центрального бюро астрономічних телеграм. 19 березня, що призвело до оголошення про його відкриття в циркулярі 2511 Міжнародного астрономічного союзу . Це була шоста комета, відкрита в 1973 році і тому отримала позначення 1973f. Через збільшення уваги громадськості до комети її також назвали кометою Когоутека на честь її першовідкривача Любоша Когоутека.
Відкриття комети було випадковим: починаючи з 1971 року Когоутек шукав комету Біли, яку не спостерігали з 1852 року. В результаті початкових пошуків з використанням камери Шмідта Гамбурзької обсерваторії, у жовтні та листопаді 1971 було знайдено 52 малі планети в області неба площею приблизно 180 квадратних градусів. Попередні орбіти були визначені для 35 із цих новознайдених об'єктів, з яких 15 були призначені для спостереження в період з січня по квітень 1973 року. Фотопластинка з 7 березня була призначена для вивчення одного з об'єктів, астероїда головного поясу 1971 UG, але на ній також була зафіксована комета Когоутека. Пізніше комета Когоутека була знайдена і на фотопластинці із 28 січня. Тоді вона мала таку ж яскравість, як і під час свого відкриття, і геліоцентричну відстань 5,2 а.о. Ця комета була другою, відкритою Когоутеком у 1973 році; перша була виявлена 28 лютого під час тих самих пошуків комети Біли .

## Орбіта

Орбіта комети Когоутек біля її перигелію (червона) та орбіта Землі (синя)

Елементи орбіти комети Когутек були розраховані британським астрономом Брайаном Г. Марсденом незабаром після її відкриття комети. Він використовував фотопластинки, зроблені 7, 9 та 21 березня. Ці розрахунки показали, що комета Когоутека має майже параболічну орбіту, яка лежить близько до екліптики та має ексцентриситет між 0,9999 і 1 і нахил 14,3°. Така орбіта означала, що комета підійде дуже близько до Сонця, а перигелій настане 28 грудня 1973 р. на відстані всього 0,14 а.о. Близький перигелій і яскравість комети після відкриття були аналогічні іншим кометам, які стали дуже яскравими. Розрахована орбіта також свідчила про те, що близький проліт комети Когоутека біля Сонця міг бути його першою появою у внутрішній частині Сонячної системи. Розрахована Марсденом орбіта мала початкову велику піввісь 50 000 а.о. Крім того, комета Когоутека могла мати орбітальний період 4 мільйони років до того, як зазнала гравітаційних збурень від планет Сонячної системи та стала довгоперіодичною кометою. Цю ідею підтримав Стівен П. Маран, керівник відділу НАСА з дослідження комети Когоутека. Маран вважав, що спочатку комета мала перигелій далі, ніж орбіта Юпітера, доки на неї не вплинуло гравітаційне збурення зіркою, що пройшла повз, що зменшило її перигелій до орбіти Меркурія, а її орбітальний період до 4–5 мільйонів років; додаткова гравітаційна взаємодія між кометою та планетами мала скоротити орбітальний період комети ще приблизно до 75 000 років. Максимальне наближення комети Когоутека до Землі відбулося 15 січня 1974 року і було не ближче ніж на 0,8 а.о., що запобігло розділенню його ядра за допомогою земних приладів.
І Центр малих планет, і База даних малих тіл JPL вказують, що Когоутек мав гіперболічну траєкторію, коли він був поблизу перигелію, але орбіта стала прив'язаною до Сонця до 1978 року . Очікується, що комета не повернеться приблизно через 75 000 років. Деякі метеороїди, викинуті кометою Когоутека під час його початкового наближення, особливо ті, що мають діаметр не менше 0.2 мм були виведені на стійкі орбіти навколо Сонця.
Для спостерігачів на Землі між 1973 і 1974 роками, комета пройшла по небу на південний схід, подібно до шляху комети Галлея між 1985 і 1986 роками. Видимість комети була найбільш сприятливою для спостерігачів у Південній півкулі та тропіках. Вона перебувала на вечірньому небі з моменту відкриття до кінця вересня 1973 р., після чого комета стала об'єктом ранкового неба. На момент відкриття комета Когоутек перебувала в сузір'ях Секстанта, Лева, Чаші, Ворона, Діви, Терезів, Скорпіона та Стрільця . Кмета Когоутека знаходилась поблизу межі Стрільця та Змієносця під час перигелію, коли його візуально відокремлювали від Сонця лише 0,5°. У 1974 році комета пройшла через сузір'я Козерога, Водолія, Риб і Тельця. Станом на  2022, комета Когоутека знаходиться на відстані приблизно 74 а.о від Сонця в сузір'ї Близнюків. Зараз вона віддаляється від Сонця на швидкості 4.8 м/c.

## Будова і склад

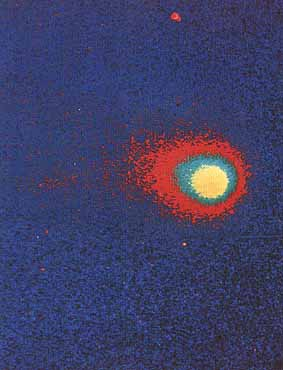
Зображення комети Когоутек, зроблене електрографічною камерою дальнього ультрафіолету 25 грудня 1973 року (кольори умовні)

Дуже ексцентрична орбіта комети Когоутека та можлива відсутність попередніх взаємодій із планетами чи Сонцем дозволяють припустити, що вона може бути первісним тілом або Сонячної системи, або що вона може походити з іншої планетарної системи. Також ймовірно, що комета виникла з хмари Оорта. Аналіз фотометрії та швидкості втрати води 1976 року показав, що її ядро мало радіус близько 2.1 км і альбедо близько 0,67. Фотометричний аналіз комети Когоутека, де Меркурій використовувася як еталон, встановив верхню межу для діаметра ядра комети Когоутека у 30 км. Комета має загальну абсолютну зоряну величину (на 1 а.о.) 5,8 і абсолютну зоряну величину ядра 9,5. Під час появи комети Когоутека в 1973–74 роках ширина її хвоста становила приблизно 30 тис. км біля коми та до 300 тис. км далі. Виявлення додатніх іонів монооксиду вуглецю показало, що хвіст був щонайменше 20 млн км у довжину. Більш жовто-помаранчевий вигляд пилового хвоста комети Когоутека під час її перигелію – як спостерігали астронавти на станції Скацлеб – ймовірно, було результатом розсіювання світла частинками базальтового пилу розміром близько 0,5 мкм. Хвіст не мав такого кольору ближче до коми поблизу перигелію, що вказувало на великий розподіл розмірів частинок, що було у результаті дало білий колір. Спостереження з Об'єднаної обсерваторії кометних досліджень у Сокорро, штат Нью-Мексико, дозволили простежити блакитний іонний хвіст комети Когоутека. – більш помітний, ніж пиловий хвіст комети – до відстані 0.333 а.о. від ядра. Густина частинок у хвості за кілька мільйонів миль від ядра була приблизно 10 іонів на кубічний сантиметр, тоді як максимальна щільність електронів у хвості була близько 20 000 електронів на кубічний сантиметр . На відстані приблизно 0,5  а.о. від Сонця, потік плазми в хвості комети Когоутека створив слабке магнітне поле з силою, порівнянною з міжпланетним магнітним полем.

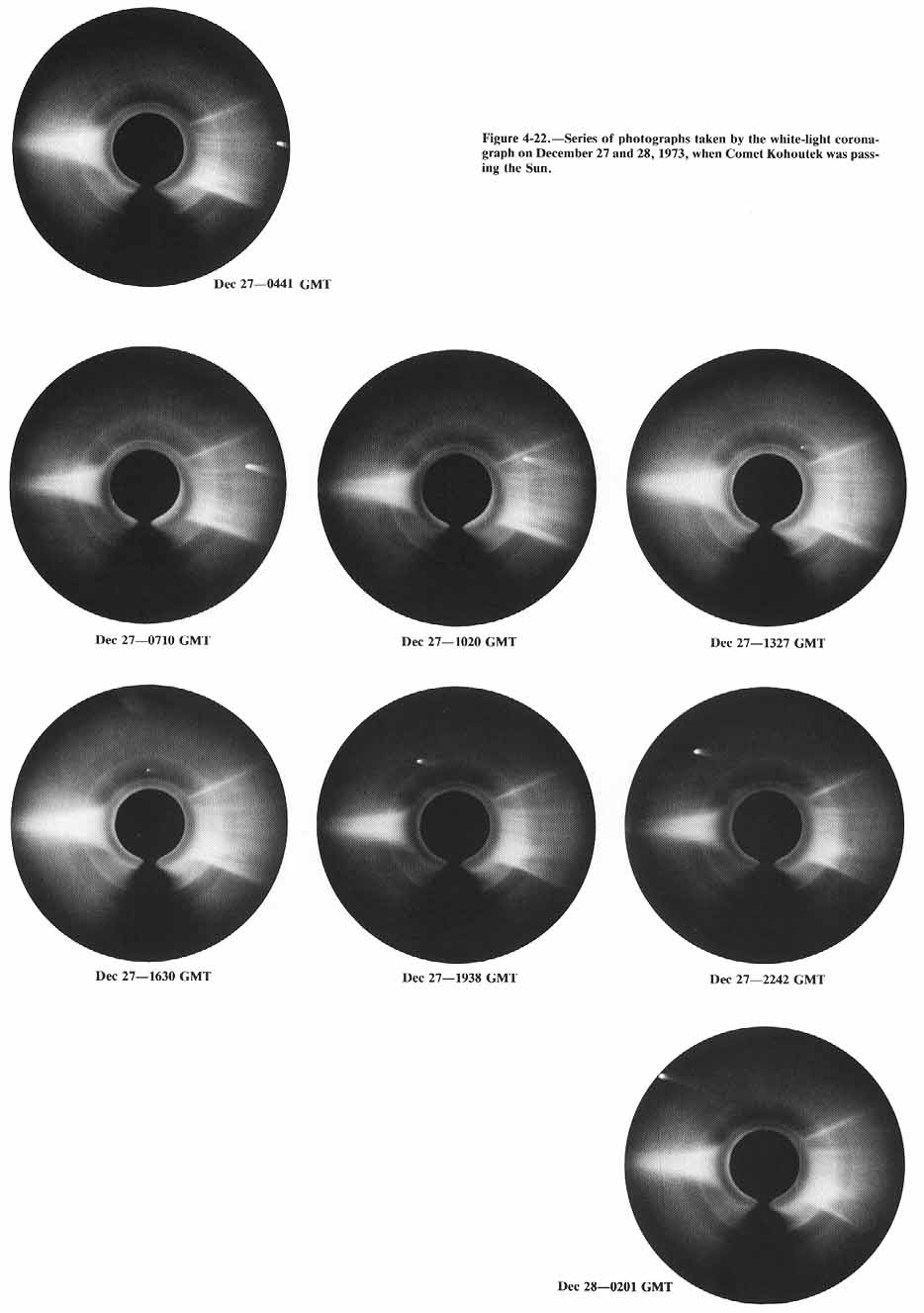
Серія зображень комети Коготуека в перигелії, зроблена за допомогою коронографа

Аналіз комети Когоутека надав різні оцінки масштабів виділення кометою пилу та газу, при цьому деякі науковці припускали, що вона відносно багата на пил (а отже небагата на газ), а інші — що комета відносно бідна на пил (отже багата на газ). Між 16 і 29 січня 1974 року ядро викидало приблизно 1675 кг газу і 16 тис. кг пилу в середньому за секунду. Вважалося, що переважання пилу було продемонстровано появою антихвоста, коли Земля проходила через площину орбіти комети Когоутека; антихвости складаються з відносно великих твердих частинок, які розсіюються навколо ядра. Частинки в антихвості мали радіуси понад приблизно 10 мкм, тоді як радіуси частинок у комі та хвості були менше 1 мкм. На відстані 0,23 AU від Сонця, менш відбиваючий матеріал у комі мав ефективну температуру 720 ± 20 K, тоді як матеріал у антихвості мав ефективну температуру 565 ± 10 К. Інтенсивне сонячне нагрівання поблизу перигелію значно зменшило розмір частинок в антихвості, залишивши лише частинки з початковими розмірами щонайменше 100—150 мкм і призвело до зменшення яскравості антихвоста після перигелію. Силікати також були виявлені в хвості та антихвості за допомогою інфрачервоної астрономії. 2 грудня 1973 року комета Когоутека викидала близько 900 мільярдів молекул пилу в секунду. Однак вона стала менш запиленою після перигелію — утворення пилу знизилося приблизно до 30 мільярд молекул в секунду станом на 31 січня 1974 р. Цей перехід також був підкреслений збільшенням співвідношення газ-пил у кометі Когоутека принаймні в 2 рази після перигелію. Можливо, ця зміна була спричинена випаровуванням вкритих льодом поверхонь, коли комета Когоутека наближалася до Сонця. Викид метеороїдів під час наближення комети до Сонця додав приблизно 1 млрд кг маси до зодіакальної хмари. Менші мікрометеороїди були виявлені супутником HEOS 2, коли він перетнув площину орбіти комети приблизно 9 червня 1974 року, причому мікрометеороїди були виявлені протягом приблизно 60 днів, коли апарат був поблизу площини; ці мікрометеороїди мали маси в межах 10 −13 –10 −11 г.

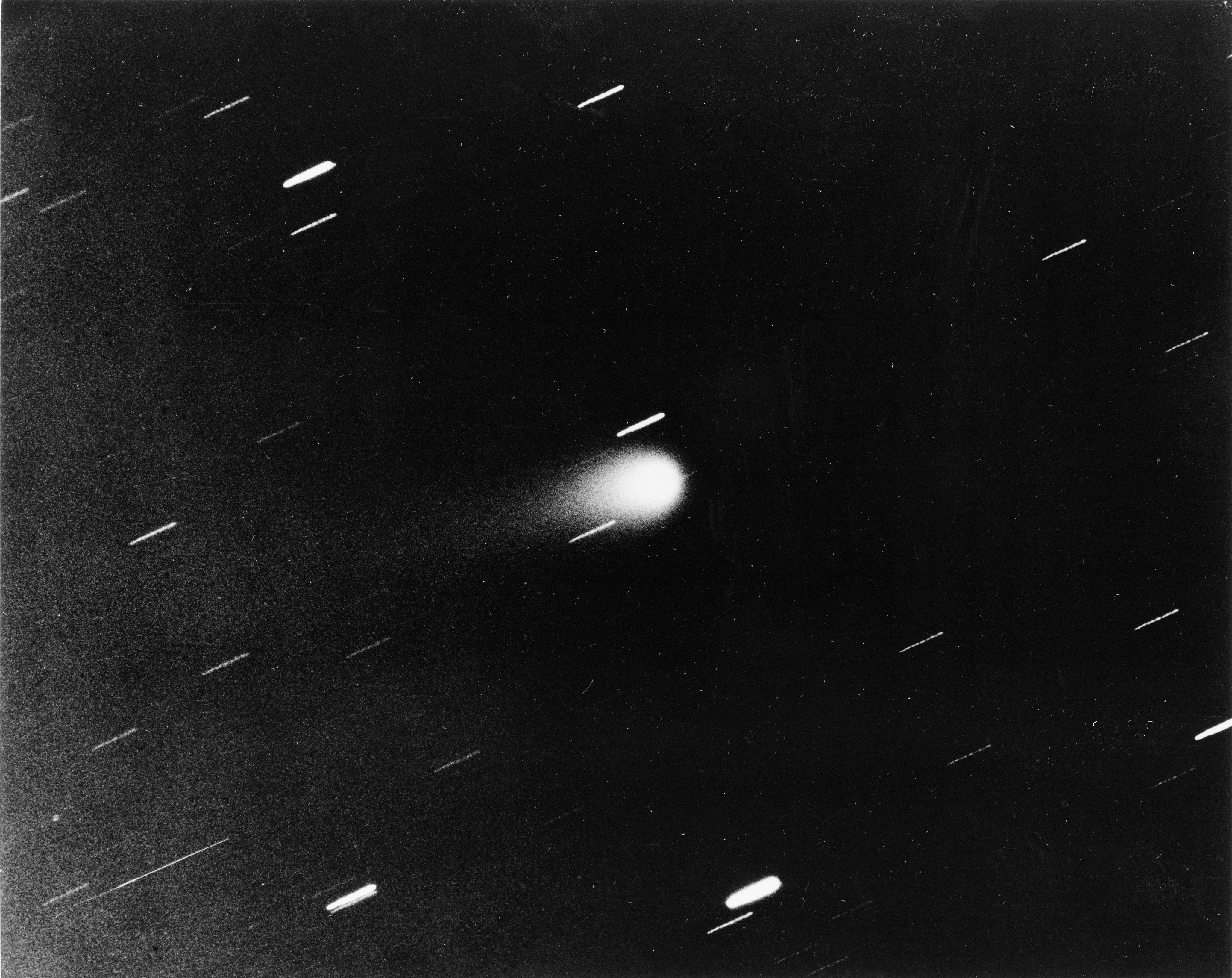
Комета Когоутек зі станції Скайлеб у грудні 1973 року

Пізніші фотометричні аналізи показали, що комета Когоутека була газоподібною кометою з високим співвідношенням газ-пил, що дало підстави припускати, що ядро, багате на леткі речовини та відносно бідне на тугоплавкі речовини. Аналіз коми та хвоста комети Когоутека в ближньому ультрафіолеті виявив приблизно однакову кількість атомів водню та гідроксидів, що свідчить про те, що ці хімічні речовини колись входили до складу води. На відстані 1 AU від Сонця, комета Когоутек втрачала приблизно 1 млн. тонн води на добу. Маса води, втрачена в період між 60 днів до перигелію та 60 днів після перигелію, коли комета Когоутек викидала найбільше води, була приблизно 64 млрд кг. Поверхня ядра комети Когоутека, ймовірно, була вкрита сумішшю частинок і водяного льоду, що зберігалася в клатратах . Велика частина цієї води була випарувана, коли комета Когоутек наблизилась до перигелію через посилення інсоляції, залишивши лише підповерхневий лід і менші кишені води на поверхні ядра. Нерівномірна поведінка виділення газів як води, так і інших летких речовин вказує на те, що ядро комети Когоутека, ймовірно, має гетерогенний склад і структуру в масштабі близько 10 м. Струмені летких речовин, що випаровуються виходять із відкритих ділянок, де раніше випаровувався менш летючий лід. Пізніший аналіз спектрограм коети Когоутека надав переконливі докази присутності катіона води, особливо в хвості комети. Цей хімічна сполука, швидше за все, була результатом фотоіонізації нейтральної води дуже близько до ядра.
Атомарний кисень і атомарний вуглець також були виявлені як ймовірні продукти дисоціації оксиду вуглецю або вуглекислого газу з ядра. Ядро також виділяло водень зі швидкістю приблизно до 4.5 × 1029 атомів на секунду зі швидкостями приблизно 7,8 ± 0,2 км/с. Через низьку масу водню та слабке гравітаційне тяжіння комети Когоутека хмара водню, що оточувала комету, була великою, простягаючись на понад 30 млн км у поперечнику; таким чином воднева хмара була більшою за диск Сонця. У хмарі відношення дейтерію до атомарного водню було не більше 1 %. Пізніше було зрозуміло, що атомарний водень є продуктом фотодисоціації водяного льоду, присутнього в ядрі комети Когоутека. Ядро, ймовірно, також колись було вкрите приблизно метровим шаром летких речовин, які швидко випарувалися, коли Когоутек вперше наблизився до внутрішньої частини Сонячної системи. Ціанід вперше був помічений у комі Когоутека 15 жовтня 1973 року, коли комета була на геліоцентричній відстані 1,8 AU. Спектрографічна сигнатура метилціаніду при довжині хвилі 2,7 мм також була виявлено в ядрі комети Когоутека. Радіо та мікрохвильові спостереження комети виявили ціанід водню, метилідинові радикали та етиловий спирт на додаток до гідроксиду та води. Інші хімічні речовини, виявлені у внутрішній комі комети Когоутека, включали амінорадикал, двоатомний вуглець і йодид натрію. Також були виявлені ознаки викидів тривуглецю та азоту. На відміну від раніше спостережуваних комет, ціанорадикали та двоатомний вуглець у комі Когоутека не були розподілені сферично, а натомість значно подовжені від Сонця на відстані до 10 млн км.

## Висвітлення в ЗМІ

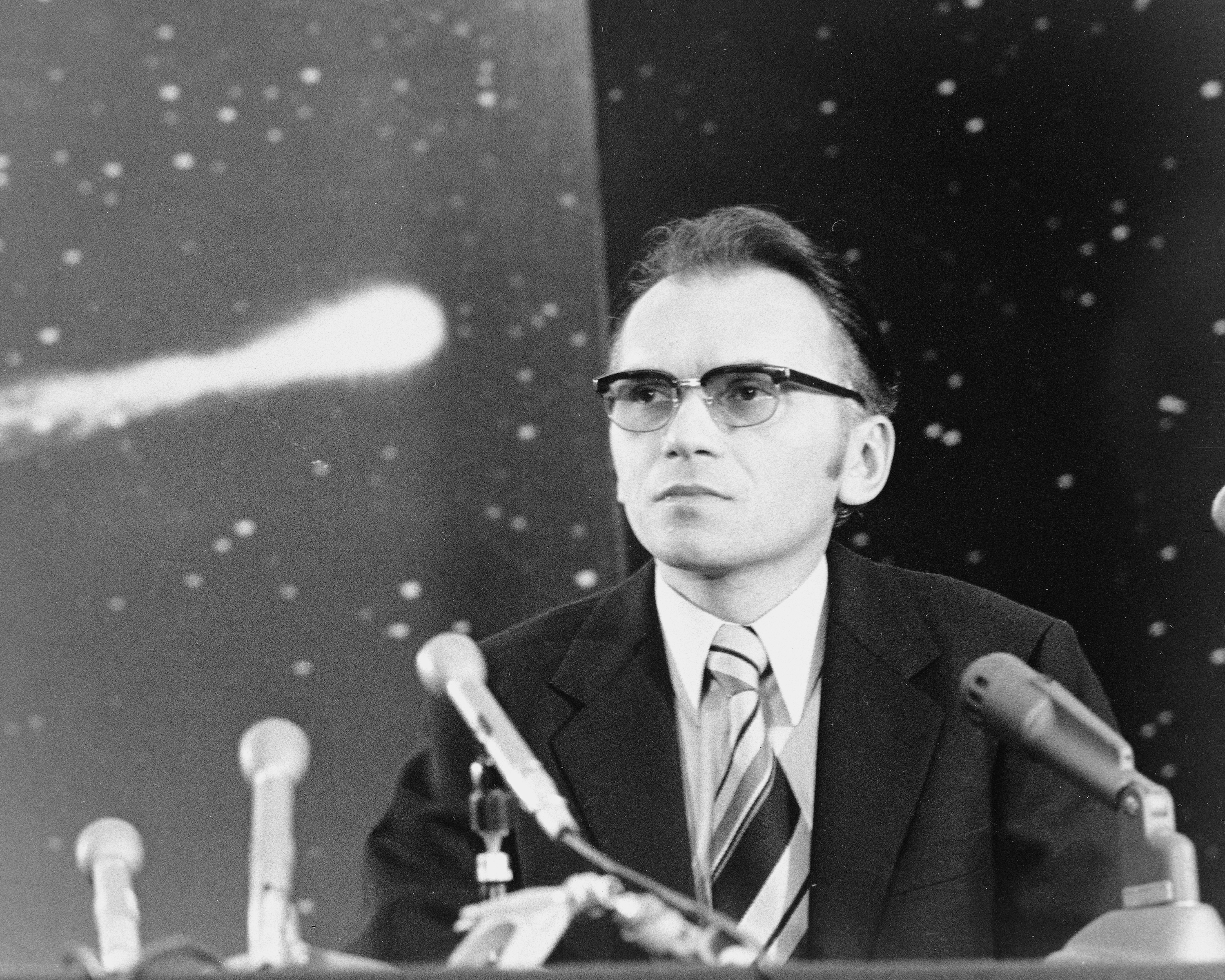
Любош Когутек інформує пресу про прогнози щодо комети 5 січня 1974 року

Комета Когоутека свого часу була найбільш розрекламованою кометою після комети Галлея. Увага ЗМІ була привернута комбінацією факторів, включаючи ранні прогнози її яскравості, її проходження в період Різдва, залучення багатьох обсерваторій і потужних телескопів, а також можливе зусилля пілотованої космічної місії. – Скайлеб 4 – у дослідженні комети. НАСА також проводило масштабну піар- кампанію, яка призвела до широкого висвітлення наближення комети в американських газетах в останні шість місяців 1973 року . Дейл Д. Майерс, помічник адміністратора відділу пілотованих космічних польотів НАСА, прокоментував у липні 1973 року, що «комети [розміру комети Когоутека] наближаються так близько один раз на століття», що ще більше посилило суспільний інтерес. У випуску New York Times 30 липня 1973 року колумніст Вільям Сефайр написав, що комета Когоутека «цілком може бути найбільшим, найяскравішим, найвражаючішим астральним проявом, який коли-небудь бачила жива людина». В серпні У 1973 році репортер The Mercury News із Сан-Хосе, штат Каліфорнія, написав, що дослідники, які готуються до вивчення комети в дослідницькому центрі Еймса НАСА, називають її «кометою століття». Рішення НАСА відкласти запуск Скайлеб 4 для підтримки спостережень за кометою ще більше посилило інтерес громадськості та збільшило увагу преси до комети Когоутека після 16 серпня 1973 року. Незважаючи на більш стримані й обережні заяви вчених щодо яскравості комети, у міру наближення комети продовжували поширюватися історії, які посилалися на більш оптимістичні та попередні оцінки яскравості Когоутека, не враховуючи переглянуті оцінки. Одне видання Time розмістило комету на своїй обкладинці. Однак представники НАСА продовжували підігрівати очікування того, що комета стане подією багатьох поколінь. З листопадом 1973 року газети почали частіше висловлювати стриманий скептицизм щодо яскравості комети Когутека. Користуючись нагодою, створеною кометою, для гарної реклами НАСА, радник адміністратора НАСА Джеймс С. Флетчер запропонував півгодинний телевізійний спеціальний показ комети, Скайлеба та різдвяного послання від першої родини США . Однак Джон Доннеллі, помічник адміністратора НАСА зі зв'язків з громадськістю, висміяв цю пропозицію через переплетення політики з НАСА. Ця пропозиція продовжувала гаряче оскаржуватися в НАСА, але врешті була відкинута. Хоча представник Центру космічних польотів імені Годдарда пізніше заявив, що комета Когоутек мав «приголомшливий успіх» для науки, «з точки зору зв'язків з громадськістю, це [було] катастрофою».

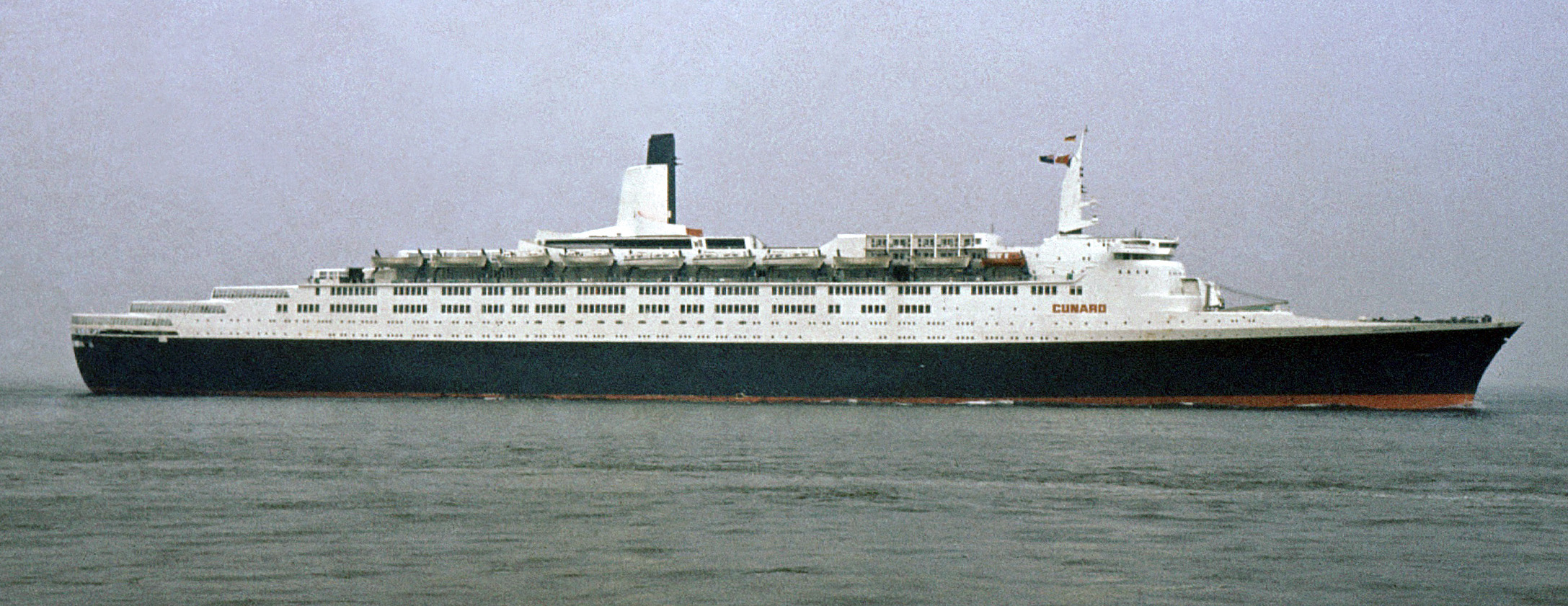
Лайнер Королева Єлизавета II здійснив спеціальний триденний круїз, що включав спостереження в телескоп і лекції про комети в грудні 1973 року.

Лайнер Королева Єлизавета II здійснив аншлаговий «круїз в нікуди», присвячений кометі, 9–12 грудня 1973, на якому був почесний гість Любош Когоутек; Айзек Азімов і Кеннет Франклін також були присутні в круїзі. На борту також проводилися дискусії з астрофотографії та лекції, присвячені астрономії та кометі, які вели вчені з Коледжу Даулінга . Похмурі та дощові умови завадили побачити комету під час круїзу, який вирушив із Нью-Йорка та залишився вздовж східного узбережжя США перед поверненням у Нью-Йорк. У своїй останній автобіографії Азімов пізніше писав, що «навіть якби не було [хмарно й дощово щовечора], комета Когоутека виявилася колосальним розчаруванням». Королева Єлизавета II пізніше вирушала в подібні круїзи в Карибському морі в січні 1974, щоб краще побачити комету; Базз Олдрін, Х'ю Даунс, Берл Айвз і Карл Саган брали участь у карибських круїзах, а директор планетарію Хайдена Марк Чартранд був постійним астрономом круїзу. SS Rotterdam вирушив у дев'ятиденний круїз, який розпочався 3 січня 1974 року до Пуерто-Ріко та Віргінських островів та був названий «Caribbean Comet Watch Cruise»; Освітні астрономічні сегменти під час круїзу проводив астроном Ллойд Моц . Freelandia відправила 149 своїх членів до Перу, щоб побачити комету в грудні 1973 року. Ще одну чартерну поїздку, спонсоровану планетарієм Хайдена, щоб доставити пасажирів до обсерваторій, щоб побачити комету, було скасовано. Американська автомобільна асоціація порадила мандрівникам брати з собою біноклі в поїздки в період з грудня 1973 і лютий 1974 в очікуванні появи комети. Планетарії по всій території США запустили заходи, присвячені кометам, і створили гарячі лінії, що надавали інформацію про комету Когоутека. Обсерваторія Вільяма Міллера Сперрі в Коледжі округу Юніон і обсерваторія на даху Бойден Холу в Університеті Рутгерса в Ньюарку – обидва в Нью-Джерсі – зробили свої об'єкти доступними для громадськості, яка цікавиться кометою, причому перші підтримували телефонну лінію для отримання оновленої інформації про комету.

## Культурний вплив

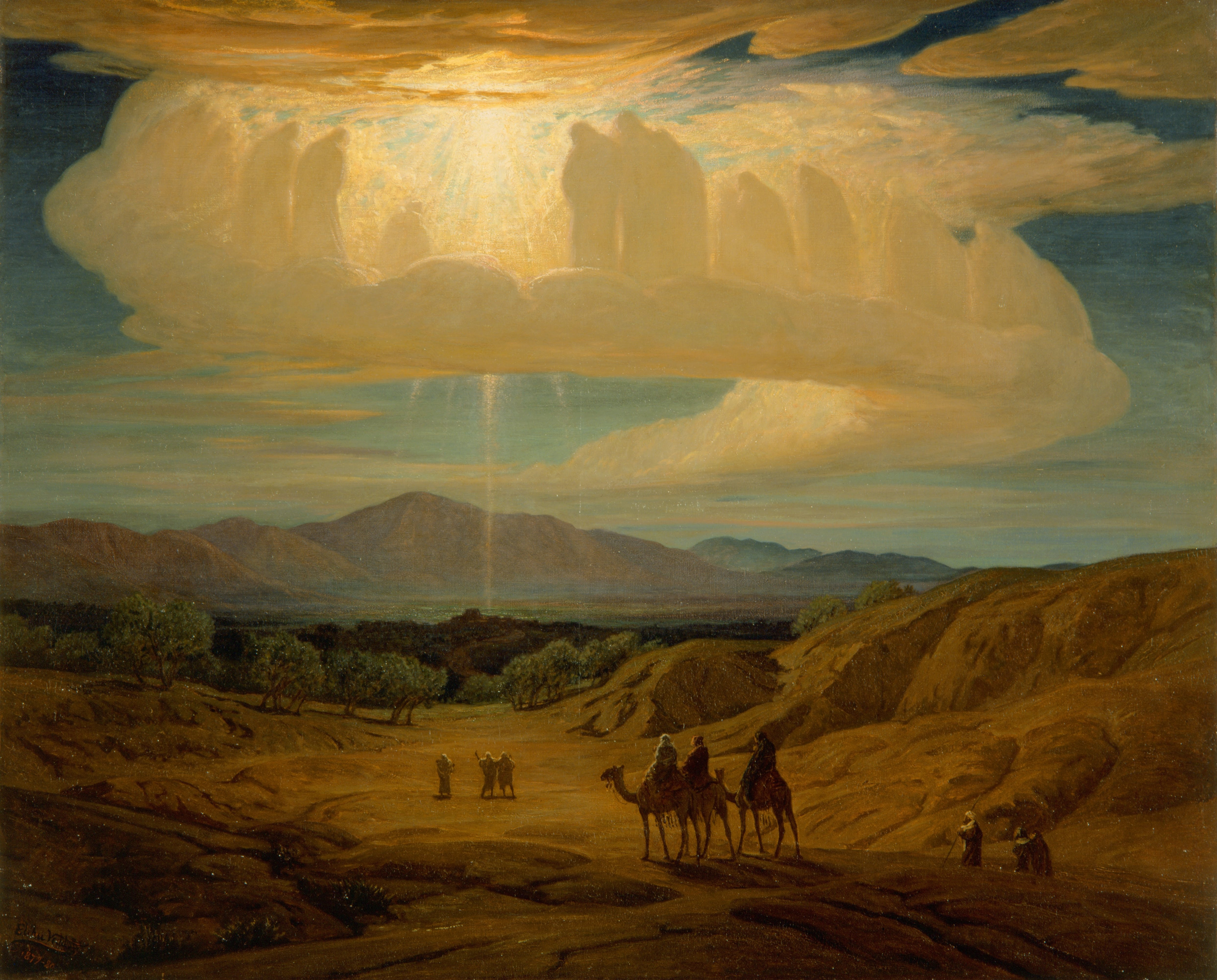
Очікувана яскравість і поява Когоутека навколо Різдва мала духовне значення в деяких релігійних фундаменталістських колах.

Завдяки широкому розповсюдженню прогнозів про виняткову яскравість комети Когоутека, вона стала культурним і медійним феноменом до середини літа 1973 року, що призвело до широкого поширення кометних атрибутів, одягу та аксесуарів. Продажі телескопів різко зросли перед очікуваною появою комети. Edmund Scientific Corporation повідомила про 200 відсоткове збільшення продажів телескопів у 1973 році порівняно з 1972 роком. Продажі телескопів і біноклів Macy's зросли в чотири рази після того, як компанія розмістила рекламу в семи колонках у New York Times . З наближенням комети також зріс інтерес до популярних книг з астрономії. Видавництво Pinnacle Books опублікувало та швидко продало 750 000 примірників книги астролога Джозефа Гудаважа «Комета Когоутека», в якій комета була описана як «провісниця Бога». Астрономи частіше з'являлися на телевізійних ток-шоу і користувалися більшим попитом як лектори; Карл Саган з'явився на The Tonight Show Starring Johnny Carson, щоб обговорити комету.
Очікувана поява комети Когоутека під час Різдва мала духовне значення для християн-фундаменталістів; в деяких колах комета Когоутека стала відома як «Різдвяна комета». Це відновило інтерес до природи Віфлеємської зірки, включаючи ідею, що ця подія могла бути кометою. Деякі протестанти -фундаменталісти витлумачили комету як провісницю Другого пришестя . Радіопроповідник Карл Макінтайр заявив, що комета «настільки перевершує все, що люди коли-небудь бачили раніше» і що «лише Святе Письмо [пропонує] щось, щоб пояснити це». Комета Когоутека також набула духовного значення в русі Нью-Ейдж та інших послідовників західного езотеризму . Одна з думок полягала в тому, що комета є провісником нової космічної ери – «ери Когоутека». Прихильники цієї точки зору організували Kohoutek Celebration of Consciousness у Bill Graham Civic Auditorium у Сан-Франциско в січні 1974 року . Для деяких приліт комети був передвісником катастрофи. У 1973 році Девід Берг, засновник Дітей Бога, передбачив, що комета Когоутека провіщала колосальний кінець світу в Сполучених Штатах до кінця січня 1974 року через «злочестивість Америки». Деякі послідовники руху мали намір покинути США через наближення комети. Були й інші поширені заяви про те, що комета викличе масову істерію або призведе до смерті людства, підпаливши світові запаси нафти. :2
Оскільки комета Когоутека не виправдала очікувань, її назва стала синонімом фатального розчарування. У той час як газети рекламували яскравість комети в другій половині 1973 року, антиклімактична демонстрація призвела до сатиричних і пародійних репортажів після проходження комети Когоутека. Наприклад, Chicago Tribune опублікувала сатиричну статтю, яка пов'язувала оптимістичні прогнози яскравості зі спробою відвернути увагу громадськості від Вотергейтського скандалу або з змовою з метою збільшити продажі телескопів. Широко розповсюджені неточні прогнози з'явилися в період зростання недовіри до науки, який Time назвав «розчаруванням, що поглиблюється». Провідні ЗМІ уникали широкого висвітлення комет після комети Когоутека; незважаючи на те, що в березні 1976 року комета Вест стала достатньо яскравою, щоб її можна було побачити при денному світлі, преса привернула до неї мало уваги порівняно з ажіотажем у ЗМІ, який передував кометі Когоутека. Хоча астрономи та наука отримали негативну реакцію, більша частина зневаги широкої громадськості також була спрямована на астрологів і культистів, які приписували трансцендентне значення появі комети.
У відповідь на ці події студенти коледжу Пітцер організували фестиваль музики та мистецтв Kohoutek у січні 1974 року, який став щорічним заходом за участю різних музикантів. Кілька музичних альбомів і пісень, випущених у 1970-х і 1980-х роках, були присвячені або названі на честь комети Когоутека, наприклад «Kohoutek» з однойменного дебютного альбому гурту Journey (випущеного в 1975 році). 22 грудня 1973 року гурт Sun Ra відіграв концерт, присвячений приїзду Когоутека у Нью-Йорку. Серед інших музичних груп, на роботи яких вплинула комета, були Kraftwerk, Pink Floyd, Argent, REM і Weather Report Girl.
У коміксі Захисники #15 (вересень 1974) згадується, що комета Когоутек звільнила Магнето з ув'язнення в ядрі Землі.